# The Mole Song: Undercover Agent Reiji
The Mole Song: Undercover Agent Reiji (en japonés: 土竜の唄　潜入捜査官 REIJI, Mogura no uta: Sennyû sôsakan Reiji?) es una película japonesa de 2013 dirigida por Takashi Miike y basada en la serie manga "Mogura no Uta" de Noboru Takahashi.La película cuenta con dos secuelas, The Mole Song 2: Hong Kong Capriccio estrenada en 2016 y  The Mole Song: Final estrenada en 2021, que forman parte de una trilogía dirigida por Takashi Miike.

## Argumento
Reiji Kikukawa, que tiene un fuerte sentido de la justicia, se graduó en la academia de policía con la puntuación más baja de la historia. Aunque logra ser un agente de policía, es despedido repentinamente por el jefe de la policía debido a cuestiones disciplinarias. Pero en realidad, el despido forma parte de un plan cuidadosamente orquestado. Reiji es obligado a convertirse en un "topo", un policía encubierto. Su objetivo es Shuho Todoroki, el jefe de la banda Sukiya-kai. Este clan yakuza, es el grupo criminal más grande que opera en el área de Kanto.

Una vez infiltrado, Reiji, consigue atraer la simpatía de Masaya Hiura, líder de uno de los grupos afiliados al "Sukiya-kai". Con este apoyo inesperado, y tras pasar por varias dificultades, Reiji consigue acercarse cada vez más a su objetivo, al jefe Shuho Todoroki.

## Reparto
| Actor                       | Papel            |
| --------------------------- | ---------------- |
| Tōma Ikuta                  | Reiji Kikukawa   |
| Riisa Naka                  | Junna Wakagi     |
| Shin’ichi Tsutsumi          | Masaya Hiura     |
| Takayuki Yamada             | Tsukihara Jun    |
| Takashi Okamura             | Issei Nekozawa   |
| Yūsuke Kamiji               | Kenta Kurokawa   |
| Kenichi Yajima              | Aiko Osamu       |
| Koichi Iwaki                | Todoroki Shuho   |
| Ren Osugi                   | Masayoshi Ako    |
| Shigeru Saiki               | Akira Tate       |
| Tetsu Watanabe              | Bizen Koichirō   |
| Goro Ibuki                  | Shigeki Tsukima  |
| Mitsuru Fukikoshi           | Michio Sakami    |
| Ken'ichi Endô               | Akagiri Kazumi   |
| Sayako Mizuki               | Akemi            |
| Sarutoki Minagawa           | Doppo Fukuzumi   |
| Koji Matoba                 | Satoru Hebishima |
| Memeco Sakata (Hiroko Sato) | Comerciante      |
| Akina Minami                | Chica del camión |
| Nana Ozaki                  | Kazumi           |
| Takayasu Komiya             | Yoshioka         |
| Yoshiki Arizono             | Moro Satohiro    |
| Susumu Terajima             | Sakuno Akio      |
| Junkichi Orimoto            | Yahei Sakuno     |
| Sumie Sasaki                | Shizue Sakuno    |

## Otros créditos
- Productores ejecutivos: Takashi Ishihara, Shin'ichirô Tsuzuki, Julie K. Fujishima, Minami Ichikawa y Toshiaki Okuno.
- Productores: Juichi Uehara, Misako Saka y Shigeji Maeda.
- Iluminación: Yoshi Watabe.
- Diseñador de producción (arte): Yûji Hayashida.
- Grabación (sonido): Jun Nakamura.
- Decoración: Akira Sakamoto.
- Efectos de sonido: Kenji Shibasaki.
- Directora de CGI: Kaori Ohtagaki (Kaori Ôtagaki)
- Estilista: Yuya Maeda.
- Coordinador de especialistas: Keiji Tsujii y Masayoshi Deguchi.
- Productores de línea: Tomoyuki Imai y Shin'ya Zenda.
- Productor asistente: Kei Kajimoto.
- Cooperación en planificación: Tetsuo Yanagisawa.
- Asistente de dirección: Takeshi Watanabe.
- Compañía productora: OLM (TEAM MIYAGAWA）
- Coordinador de producción: Kenta Horioka.
- Cooperación de producción: Rakueisha.
- Casting: Masako Ito.

## Producción
El rodaje comenzó a finales de enero de 2013 y finalizó el 11 de marzo de 2013. La filmación tuvo lugar en Tokio y en la región de Kanto (Prefectura de Tochigi, Prefectura de Ibaraki, Prefectura de Gunma, Prefectura de Kanagawa).

## Lanzamiento
La película se estrenó el 15 de noviembre de 2013 en el Festival de Cine de Roma en Italia. Llegó a los cines japoneses el 15 de febrero de 2014 estrenándose en 293 cines de todo el país, incluyendo Odaiba Cinema Mediage, TOHO Cinemas Roppongi Hills y Shibuya Cine Quinto. En sus dos primeros días de su proyección, recaudó 282.207.700 yenes y atrajo a 209.935 espectadores, lo que la convirtió en la película número uno en audiencia del fin de semana.Además, ocupó el cuarto lugar en el “Ranking de satisfacción del primer día” realizado por PIA Corporation. En su segundo fin de semana de proyección, la película se mantuvo en el número uno de audiencia.A partir de su sexta semana, después de su estreno, ocupó el puesto número 10, con una audiencia total de 1,584,165 personas y unos ingresos totales de taquilla de 1,993,653,200 yenes.Recaudó aproximadamente un total de 2.190 millones de yenes, el séptimo mayor ingreso de taquilla para películas japonesas en el primer semestre de 2014.

En España se estrenó en el Festival de cine de sitges de 2014,y en la Semana de Cine Fantástico y de Terror de San Sebastián el 26 de octubre de 2014.

Fue lanzada en Japón en DVD y Blu-ray el 24 de septiembre de 2014, editado por Fuji Television y distribuido por Tōhō en dos ediciones diferentes:
- The Mole Song: Undercover Agent Reiji Standard Edition (土竜の唄　潜入捜査官 REIJI スタンダード・エディション?) (1 disco) versión en DVD y Blu-ray.[10]
  - Anuncio especial, tráilers y colección de anuncios televisivos.
- The Mole Song: Undercover Agent Reiji Special Edition (土竜の唄　潜入捜査官 REIJI スペシャル・エディション?) (4 discos) versión en DVD y Blu-ray, con más de 7 horas de material extra.[11]
  - Disco principal: DVD o Blu-ray (igual que la versión estándar)
  - Disco extra 1:
    - Making of de la película.
    - Escenas eliminadas.

  - Disco extra 2:
    - Colección de vídeos de eventos y saludos desde el escenario.
    - Colección de entrevistas del elenco.
    - ¡Cuatro noches seguidas de la película!: El elenco y el director hablan sobre la película, y expediente de investigación encubierto. (Versión completa del programa que se transmitió en televisión terrestre cuando la película se estrenó en los cines)

  - Disco extra 3:
    - Comentario visual: Tōma Ikuta y el director Takashi Miike hablan en profundidad sobre cada aspecto de la película, con la aparición de algún invitado sorpresa.

  - Postal especial.[12]

## Recepción
Jay Weissberg en una reseña para Variety, escribió: «Fiel al estilo caricaturesco del director, esta comedia de acción ininterrumpida sobre un policía inepto que desmantela la mayor red de narcotráfico de Japón, luce con orgullo sus raíces manga, repleta de personajes excéntricos con comportamientos exagerados, será del agrado de los numerosos fanáticos de Takashi Miike».
Adriana Rosati en una reseña para Asian Movie Pulse, escribió: «Un pequeño fallo es que "The Mole Song" podría haberse acortado un poco durante la edición, ya que corre el riesgo de perder fuerza hacia el final, justo antes de resucitar con un estallido, en un final explosivo y decisivo. Sin embargo, al final, sigue siendo una comedia de acción cautivadora y bien dirigida, un deleite para la vista y una valiosa adición a la sección de entretenimiento ligero, a veces irregular, del prolífico director Takashi Miike».

## Secuelas
La película contó con dos secuelas también dirigidas por Takashi Miike y protagonizadas nuevamente por Tōma Ikuta.
Juntas forman la trilogía The Mole Song:
- The Mole Song: Undercover Agent Reiji (土竜の唄　潜入捜査官 REIJI, Mogura no uta: Sennyû sôsakan Reiji?) de 2013.
- The Mole Song 2: Hong Kong Capriccio (土竜の唄 香港狂騒曲, Mogura No Uta Hong Kong Kyôsô Kyoku?) de 2016.
- The Mole Song: Final (土竜の唄 FINAL, Mogura no uta Final?) de 2021.

## Tema musical
La película contó con un sencillo de la Boy band japonesa Kanjani Eight, titulado: King of Otoko (キング オブ 男！?) y lanzado como el sencillo número 27 de la banda, por Imperial Records, el 19 de febrero de 2014.
- Letra: Wakadanna (若旦那) miembro de Shōnan no Kaze.
- Compositor: TAKESHI.
- Arreglos: Yasutaka Kume (久米康隆)

El sencillo se lanzó en tres versiones diferentes. Dos ediciones limitadas con DVD y una edición regular con sólo el CD.
- Edición regular. Contiene seis pistas incluyendo una versión karaoke.
- Primera edición limitada A. Viene en formato digipack, e incluye el video musical y el making of de la canción.
- Primera edición limitada B. También viene en formato digipack, e que incluye un vídeo en directo de la canción realizada en el "Kanjani 8 Live Tour Juke Box", celebrado en el Kyocera Dome Osaka el 19 de enero. Además de en vídeo de apertura y un making of.[17]

El vídeo musical de la canción King of Otoko, incluido en la primera edición limitada A, es una colaboración entre el director Takashi Miike, y el director Teppei Nakamura, quien ha trabajado en muchos de los videos musicales de Kanjani Eight. El videoclip está basado en una idea original de Nakamura, mientras que Miike se encargó principalmente de las escenas de lucha.

## Manga
La película está basada en el manga "Mogura no Uta" escrito e ilustrado por Noboru Takahashi.Se publicó en la revista Weekly Young Sunday de Shogakukan de 2005 a 2008. Después fue transferido y publicado en la revista Big Comic Spirits de 2008 hasta la actualidad.  
En mayo de 2023, el manga tenía más de 10 millones de copias en circulacióny el 28 de febrero de 2025 se publicó el tomo número 90.